# Cinq préludes op. 74
Les Cinq préludes opus 74 est un cycle pour piano d'Alexandre Scriabine. Composé en 1914, ce recueil pour piano est l'ultime œuvre de son auteur.

## Discographie
Le pianiste Alexander Melnikov a enregistré les cinq préludes op. 74 dans un CD consacré à Scriabine.